# ۴-متیل‌بنزآلدهید
۴-متیل‌بنزآلدهید (به انگلیسی: 4-Methylbenzaldehyde) با فرمول شیمیایی C۸H۸O یک ترکیب شیمیایی با شناسه پاب‌کم ۷۷۲۵ است. که جرم مولی آن ۱۲۰٫۱۴۸۵۲ g/mol می‌باشد. شکل ظاهری این ترکیب، مایع بی‌رنگ است.